# Wybory parlamentarne w Hiszpanii w 1993 roku
Wybory parlamentarne w Hiszpanii odbyły się 6 czerwca 1993. Frekwencja wyborcza wyniosła 76,4%.
| ← Wybory parlamentarne 1993 w Hiszpanii →                                              |           |       |            |
| Partia                                                                                 | Głosy     | %     | Deputowani |
| Hiszpańska Socjalistyczna Partia Robotnicza (Partido Socialista Obrero Español) (PSOE) | 7 872 245 | 33,64 | 141        |
| Partia Ludowa (Partido Popular) (PP)                                                   | 8 089 235 | 34,56 | 138        |
| Partia Socjalistów Katalonii (Partit dels Socialistes de Catalunya) (PSC-PSOE)         | 1 277 838 | 5,46  | 18         |
| Konwergencja i Jedność (Convergència i Unió) (CiU)                                     | 1 165 783 | 4,98  | 17         |
| Zjednoczona Lewica (Izquierda Unida) (IU)                                              | 1 905 673 | 8,14  | 15         |
| Nacjonalistyczna Partia Basków (Partido Nacionalista Vasco) (PNV)                      | 291 448   | 1,25  | 5          |
| Inicjatywa dla Katalonii (Iniciativa per Catalunya) (IC)                               | 273 444   | 1,17  | 3          |
| Koalicja Kanaryjska (Coalición Canaria) (CC)                                           | 207 077   | 0,88  | 4          |
| Herri Batasuna (HB)                                                                    | 206 876   | 0,88  | 2          |
| Republikańska Lewica Katalonii (Esquerra Republicana de Catalunya) (ERC)               | 189 632   | 0,81  | 1          |
| Aragońska Partia Regionalna (Partido Aragonés Regionalista) (PAR)                      | 144 544   | 0,62  | 1          |
| Coalición Eusko Alkartasuna – Euskal Ezkerra (EA-EUE)                                  | 129 293   | 0,55  | 1          |
| Zjednoczenie Walencji (Unió Valenciana) (UV)                                           | 112 341   | 0,48  | 1          |
| Unia Ludowa Nawarry (Unión del Pueblo Navarro)(UPN)                                    | 112 228   | 0,48  | 3          |
| Razem                                                                                  |           |       | 350        |